# Emmy do Primetime para melhor direção em série de comédia
Estes são os premiados do Emmy do Primetime para melhor direcção numa série de comédia.
Ao longo dos anos o prémio mudou de nome várias vezes.
Melhor Direção de Um Episódio de Uma Série de Comédia
| 1959 | Peter Tewksbury | Father Knows Best | CBS |

Melhor Realização de Direção em Comédia
| 1960 | Ralph Levy, Bud Yorkin | Jack Benny Hour Specials  | CBS |
| 1961 | Sheldon Leonard        | The Danny Thomas Show     | CBS |
| 1962 | Nat Hiken              | Car 54, Where Are You?    | NBC |
| 1963 | John Rich              | The Dick Van Dyke Show    | CBS |
| 1964 | Jerry Paris            | The Dick Van Dyke Show    | CBS |
| 1966 | William Asher          | Bewitched                 | ABC |
| 1967 | James Frawley          | The Monkees               | NBC |
| 1968 | Bruce Bilson           | Get Smart                 | NBC |
| 1971 | Jay Sandrich           | The Mary Tyler Moore Show | CBS |
| 1972 | John Rich              | All in the Family         | CBS |
| 1973 | Jay Sandrich           | The Mary Tyler Moore Show | CBS |

Melhor Direção em Comédia
| 1974 | Jackie Cooper | M*A*S*H | CBS |

Melhor Direção Numa Série de Comédia
| 1975 | Gene Reynolds | M*A*S*H           | CBS |
| 1976 | Gene Reynolds | M*A*S*H           | CBS |
| 1977 | Alan Alda     | M*A*S*H           | CBS |
| 1978 | Paul Bogart   | All in the Family | CBS |

Melhor Direção Numa Série de Comédia/Variedades ou Musical
| 1975 | Dave Powers | The Carol Burnett Show | CBS |
| 1976 | Dave Wilson | NBC's Saturday Night   | NBC |
| 1977 | Dave Powers | The Carol Burnett Show | CBS |
| 1978 | Dave Powers | The Carol Burnett Show | CBS |

Melhor Direção Numa Série de Comédia, Comédia/Variedades ou Musical
| 1979 | Noam Pitlik | Barney Miller | ABC |

Melhor Direção Numa Série de Comédia
| 1980 | James Burrows  | Taxi              | ABC |
| 1981 | James Burrows  | Taxi              | ABC |
| 1982 | Alan Rafkin    | One Day At A Time | CBS |
| 1983 | James Burrows  | Cheers            | NBC |
| 1984 | Bill Persky    | Kate & Allie      | CBS |
| 1985 | Jay Sandrich   | The Cosby Show    | NBC |
| 1986 | Jay Sandrich   | The Cosby Show    | NBC |
| 1987 | Terry Hughes   | The Golden Girls  | NBC |
| 1988 | Gregory Hoblit | Hooperman         | ABC |
| 1989 | Peter Baldwin  | The Wonder Years  | ABC |
| 1990 | Michael Dinner | The Wonder Years  | ABC |
| 1991 | James Burrows  | Cheers            | NBC |

Melhor Direção de Um Episódio Numa Série de Comédia
| 1992 | Barnet Kellman | Murphy Brown | CBS |
| 1993 | Betty Thomas   | Dream On     | HBO |
| 1994 | James Burrows  | Frasier      | NBC |
| 1995 | David Lee      | Frasier      | NBC |

Melhor Direção Para Uma Série de Comédia
| 1996 | Michael Lembeck           | Friends                   | NBC       |
| 1997 | David Lee                 | Frasier                   | NBC       |
| 1998 | Todd Holland              | The Larry Sanders Show    | HBO       |
| 1999 | Thomas Schlamme           | Sports Night              | ABC       |
| 2000 | Todd Holland              | Malcolm In The Middle     | FOX       |
| 2001 | Todd Holland              | Malcolm In The Middle     | FOX       |
| 2002 | Michael Patrick King      | Sex And The City          | HBO       |
| 2003 | Robert B. Weide           | Curb Your Enthusiasm      | HBO       |
| 2004 | Joe Russo, Anthony Russo  | Arrested Development      | FOX       |
| 2005 | Charles McDougall         | Desperate Housewives      | ABC       |
| 2006 | Marc Buckland             | My Name is Earl           | NBC       |
| 2007 | Richard Shepard           | Ugly Betty                | ABC       |
| 2008 | Barry Sonnenfeld          | Pushing Daisies           | ABC       |
| 2009 | Jeffrey Blitz             | The Office                | NBC       |
| 2010 | Ryan Murphy               | Glee                      | FOX       |
| 2011 | Michael Spiller           | Modern Family             | ABC       |
| 2012 | Steven Levitan            | Modern Family             | ABC       |
| 2013 | Gail Mancuso              | Modern Family             | ABC       |
| 2014 | Gail Mancuso              | Modern Family             | ABC       |
| 2015 | Joey Soloway              | Transparent               | Amazon    |
| 2016 | Joey Soloway              | Transparent               | Amazon    |
| 2017 | Donald Glover             | Atlanta                   | FX        |
| 2018 | Amy Sherman-Palladino     | The Marvelous Mrs. Maisel | Amazon    |
| 2019 | Harry Bradbeer            | Fleabag                   | Amazon    |
| 2020 | Andrew Cividino, Dan Levy | Schitt's Creek            | Pop TV    |
| 2021 | Lucia Aniello             | Hacks                     | HBO Max   |
| 2022 | MJ Delaney                | Ted Lasso                 | Apple TV+ |

## Por emissora
| Emissora | Prémios |
| -------- | ------- |
| CBS      | 19      |
| NBC      | 14      |
| ABC      | 9       |
| HBO      | 4       |
| FOX      | 3       |